# Hoc hic misterium fidei firmiter profitemur

Blason de Lugo.

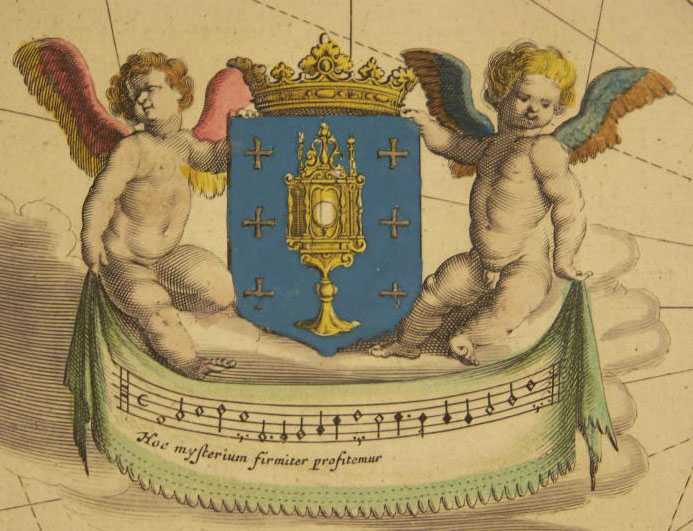
Blason de la Galice sur une carte du XVIe siècle, accompagné de la légende Hoc mysterium firmiter profitemur.

Hoc hic misterium fidei firmiter profitemur est la devise latine qui apparaît dans le blason de la ville de Lugo et tardivement dans le blason du royaume de Galice. Sa traduction littérale est : « Ici nous confessons fermement ce mystère de la foi », et se réfère au fait que le Saint Sacrement est exposé de façon ininterrompue sur l'autel de la cathédrale de Lugo, fait exceptionnel et privilège de la ville depuis le Moyen Âge  et qui a valu à Lugo le surnom de « La Ville du Sacrement ». Par la suite cette devise sera transposée sur l'écu du royaume de Galice.

## Devise du royaume de Galice
La première représentation graphique complète du blason du royaume de Galice avec la devise « Hoc mysterium firmiter profitemur » apparaît dans une édition de 1612 publiée à Anvers du Theatrum orbis terrarum d'Abraham Ortelius.